# Charles René Zeiller
Charles René Zeiller (Nancy, 14 de enero de 1847-París, 27 de noviembre de 1915) fue un ingeniero de minas, botánico, pteridólogo, y paleobotánico francés.
Participó de misiones científicas a Eslovaquia, Alemania. Desde 1871, fue pionero de la Paleobotánica, descubriendo que los fósiles de plantas permiten la datación de capas geológicas.
En 1877 se casó con Ollé-Laprune (?-1920). Fue elegido en 1893 presidente de la Sociedad geológica de Francia.

## Algunas publicaciones
- charles rené Zeiller. 2011. Dover Coal Boring. I. Observations of the Correlation of the Franco-Belgian and Somersetshire Coal-Fields ... With Map and Section. II. Report on the Coal-Boring at Shakespeare Cliff. Con James Macmurtrie. Edición reimpresa de British Library, Historical Print Editions, 54 p. ISBN 1-241-50744-9
- — 1900. Elements de paleobotanique. 417 p.
- — 1902. Bassin houiller et Permien de Blanzy et du Creusot. Con Frédéric Delafond. Editor Impr. Nationale, 265 p.
- — 1905. Note sur une Florule Portlandienne des environs de Boulogne-sur-Mer. Con Paul Fliche. 35 p.

## Honores
- 1893: presidente de la Société Géologique de France
- 1901: miembro de la Academia de las Ciencias
- Presidente de la Société Botanique de France, en los periodos 1899, 1904, 1912.

## Eponimia
Especies
- (Lycopodiaceae) Lycopodium zeilleri (Rouy) Greuter & Burdet[2]